# HAPPY TOGETHER (박효신의 노래)
HAPPY TOGETHER는 2014년 11월 박효신이 발표한 디지털 싱글 곡이다.
야생화에 이은 7집 두 번째 연작이다.